# Polsador
|  | No s'ha de confondre amb Botó (dispositiu). |

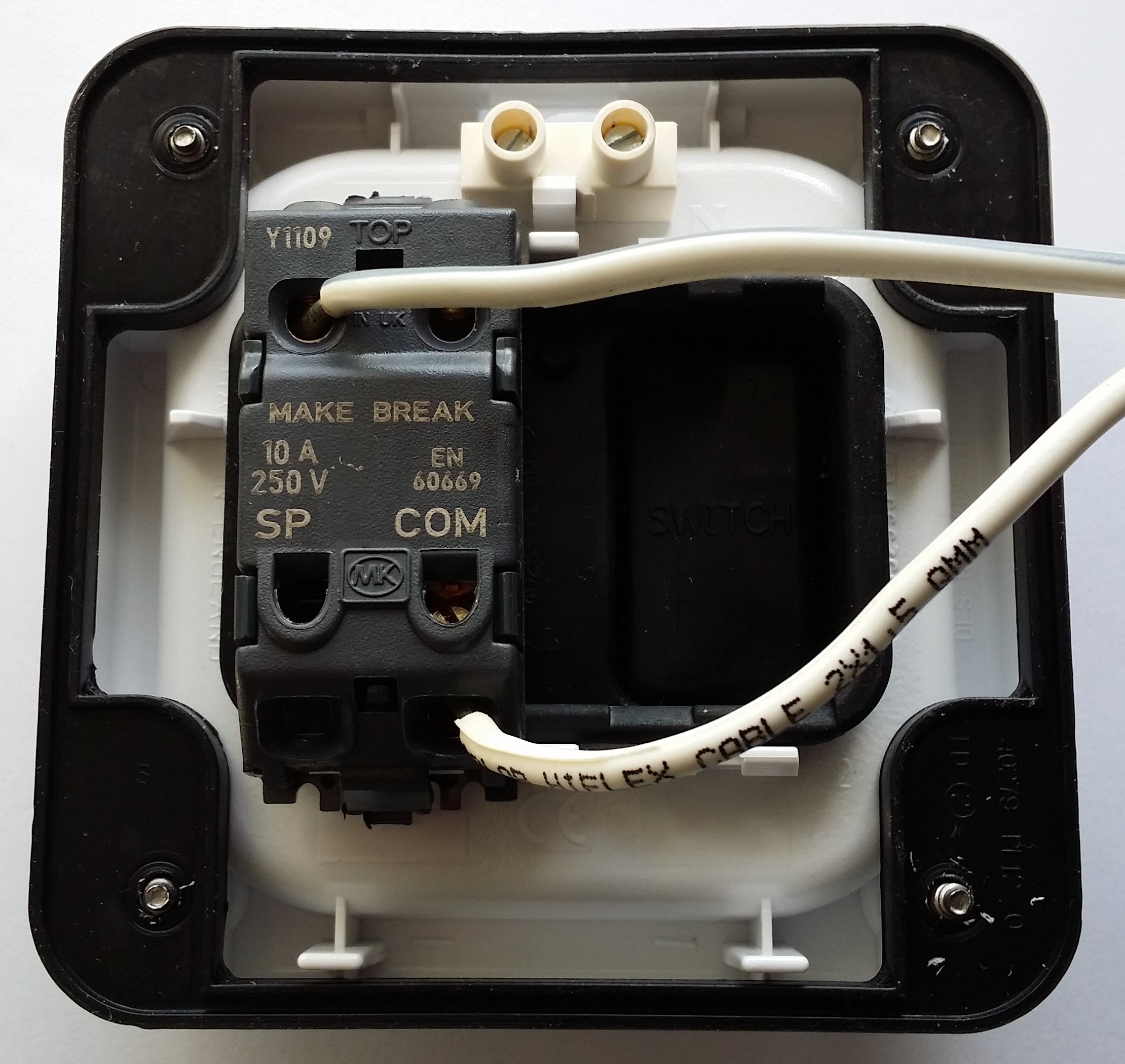
Polsador disponible comercialment: cablejat com a polsador "tanca circuit"

El polsador és un aparell de comandament, que permet el pas o la interrupció del corrent elèctric o del corrent de fluids mentre és accionat. Quan ja no s'actua sobre ell, torna a la seva posició inicial.
Els polsadors són de diversa forma i mida i es troben en tota mena de dispositius, encara que principalment en aparells elèctrics o electrònics. Els botons són en general activats en ser premuts, normalment amb un dit, però també es poden accionar amb una mà o un peu. Els polsadors poden accionar-se amb altres parts del cos, com el genoll. També es poden accionar a distància mitjançant un teleruptor.

## Classificació
Els polsadors es poden classificar d'acord amb el seu ús:
- Polsadors elèctrics
- Polsadors mecànics

## Polsador NO

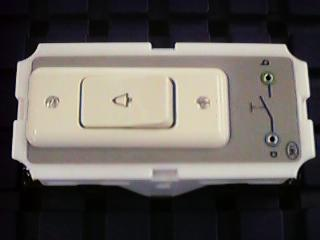
Polsador NO amb el seu símbol

Un polsador normalment obert (NO) és un operador elèctric de comandament que permet tancar un circuit elèctric mentre el premem.
És el típic polsador del timbre d'una casa. .

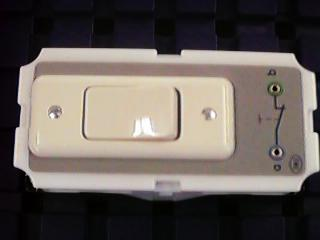
Polsador NT amb el seu símbol

## Polsador NT
Un polsador normalment tancat (NT) és un operador elèctric de comandament que permet interrompre un circuit elèctric mentre el premem.
És el típic polsador que es troba dintre de les neveres o els vehicles i que encenen el llum quan obrim la porta.

## Polsador elèctric

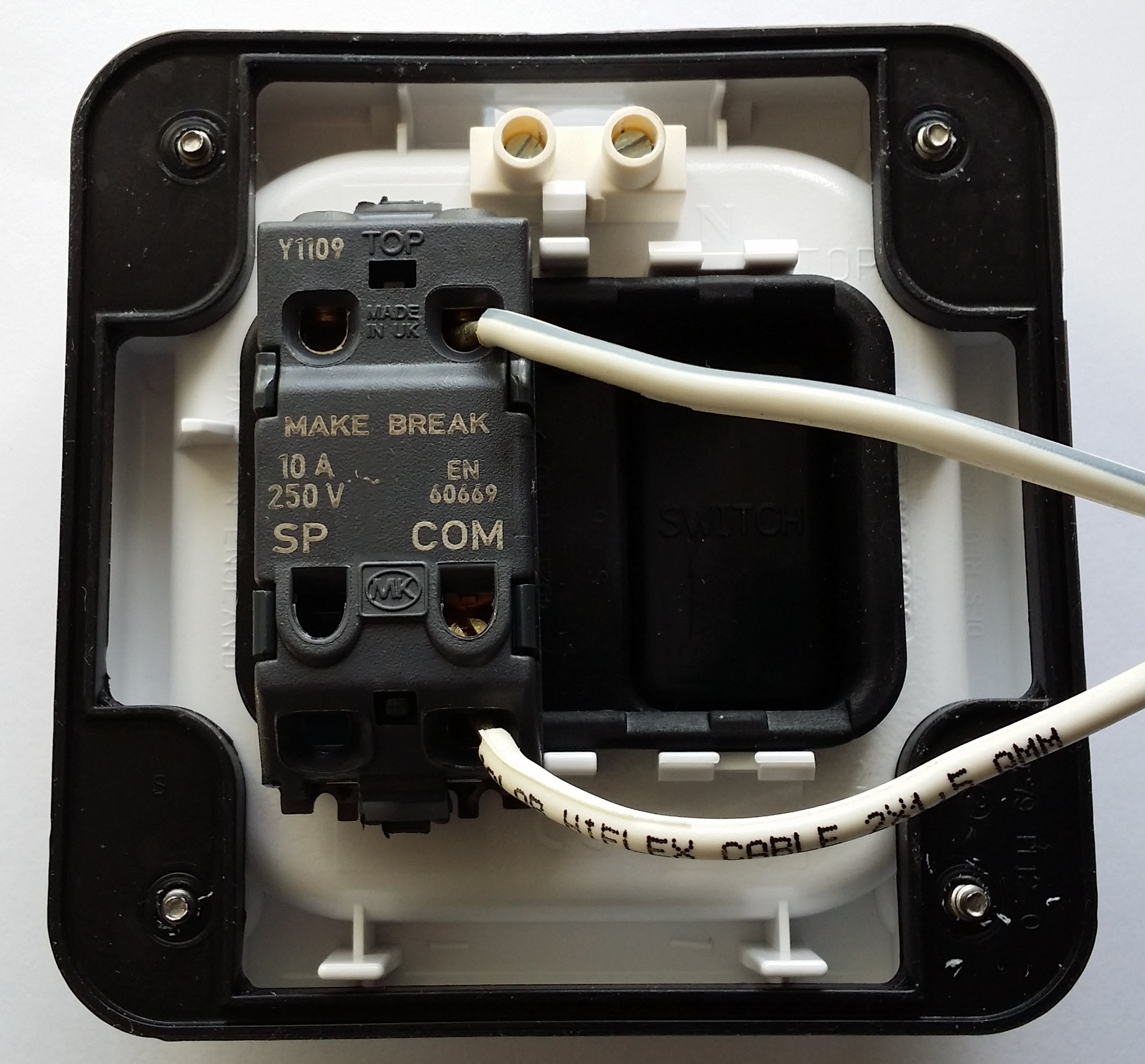
polsador disponible comercialment: cablejat com a polsador "obre circuit"

Generalment s'associa a un tipus de commutador elèctric que només roman en l'estat actiu mentre hi fem pressió.
El polsador és un dispositiu utilitzat per activar o desactivar alguna funció. Un polsador normalment obert (NO), quan el prems, activa el mecanisme o circuit que controla. Un polsador normalment tancat (NT), quan el prems, desactiva el mecanisme o circuit que controla.
Un botó d'un dispositiu electrònic, funciona, per norma general, com un interruptor elèctric, és a dir en el seu interior té dos contactes, tan si és un dispositiu NO (normalment obert) com NT (normalment tancat), de manera que en prémer, s'activarà la funció inversa de la que fa quan el polsador està en repòs. És a dir, quan és polsat, els dos contactes es connecten (NO) o es desconnecten (NT)
Un tipus específic de polsador és la palanca de control (en anglès Joystick) que permet controlar diferents polsadors en un sol comandament.

## Polsador mecànic
Els polsadors mecànics són un tipus de polsador que accionen un mecanisme mecànic que permet o interromp el pas de fluids. Els més coneguts són els de les aixetes d'aigua d'espais públics, descàrregues de vàter, però també el d'eines d'aire comprimit, per exemple.

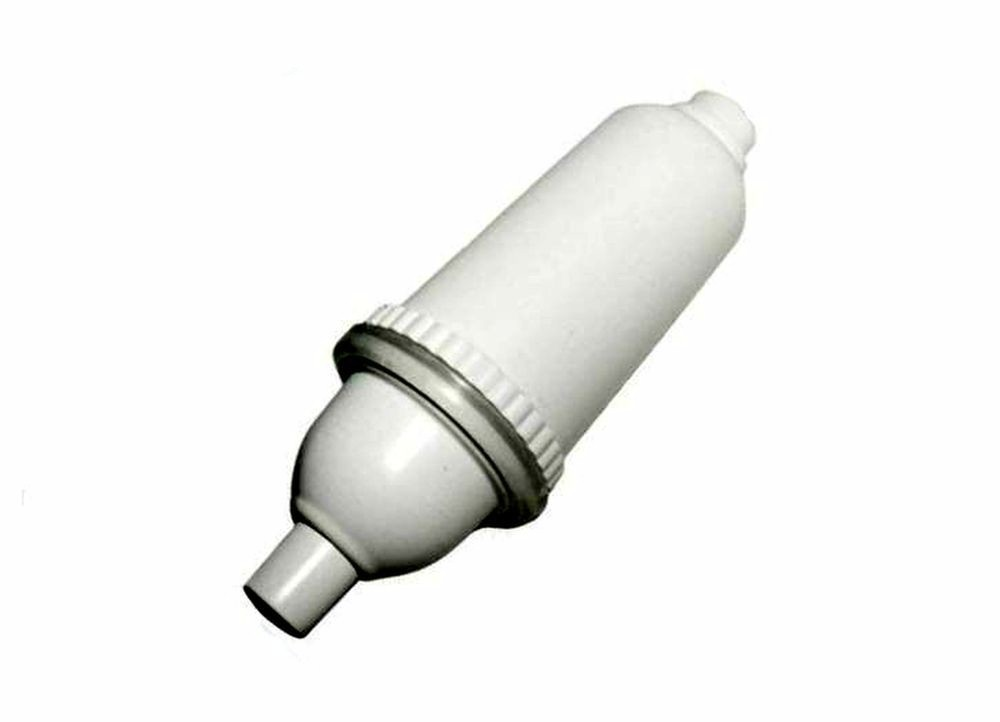
interruptor de pera

## Polsador de pera
Un polsador de pera és un dispositiu elèctric, amb una forma que recorda la forma d'aquest fruit, que es fa servir per establir un contacte momentani en un circuit, originàriament un timbre elèctric. Es va utilitzar principalment a finals del segle XIX i principis del segle XX penjant de la capçalera del llit per tal que persones grans o malaltes poguessin fer trucar el timbre per ser ateses.